# روبرت لولور
روبرت لولور (بالإنجليزية: Robert Lawlor)‏ هو كاتب أساطير أمريكي، ولد في 1939.